# Birgitta Karlström Dorph
Märta Birgitta Karlström Dorph, född den 5 juni 1939, är en svensk tidigare diplomat.
Birgitta Karlström Dorph växte upp i Karlstad, och efter studenten på högre allmänna läroverket i Karlstad studerade hon i USA, gick på Handelshögskolan i Stockholm och arbetade i Frankrike. Sedan kom hon in på en utbildning på Utrikesdepartementet och blev kvar där i 44 år.
Diplomatkarriären ledde till att hon arbetade sammanlagt 20 år i Afrika, bland annat i Addis Abeba, Etiopien och Gaborone, Botswana.
Under sin tjänstgöring Pretoria i Sydafrika mellan 1982 och 1988 arbetade hon med ett hemligt uppdrag, utöver den vanliga diplomatiska uppdraget. Hennes arbete gick ut på att kontakta det förbjudna motståndet mot apartheid i landet och se till att pengar från Sverige kunde överföras för att stödja kampen, en åtgärd som var hemlig och aldrig diskuterades i riksdagen. Sammanlagt överfördes ca en miljard kronor till ANC och andra organisationer. En del av summan användes till juridisk hjälp för att försvara (svarta) personer som anklagades för olika brott mot apartheid-samhället. I dessa fall innebar det att många personer undgick dödsstraff, eller fick tidsbestämda straff avsevärt minskade.
Birgitta Karlström Dorph kallas "Palmes hemliga agent" i en dokumentär på Sveriges Television.